# Уташ (посёлок)
Уташ — посёлок сельского типа в Краснодарском крае. Административно входит в Виноградный сельский округ муниципального образования город-курорт Анапа.

## География
Уташ находится в юго-западной части Краснодарского края, на берегу реки Уташ (левый приток протоки Старая Кубань), по которой назван. Населённый пункт расположен в 170 км от Краснодара, в 25 км южнее города Темрюк, в 25 км севернее Анапы, на стыке степной части Кубани и Таманского полуострова. Здесь кубанские степи сменяются цветущими долинами и переходят в равнины Тамани, которые перемежаются морскими лиманами. Летний зной смягчается прохладным ветром с моря.
Климат полусухой средиземноморский.
По восточной границе посёлка проходит федеральная автотрасса М25 Новороссийск-порт Кавказ, которой посёлок отделён от хутора Уташ Джигинского сельского округа.
Растительный мир
Растительность в черте посёлка Уташ и в его окрестностях богата своим разнотравием степной полосы, а также прибрежными и водными растениями речки Уташ. На территории произрастают плодово-ягодные деревья посаженные сельчанами, а также дикорастущие деревья и кустарники: боярышник, шиповник, акация, грецкий орех, тутовое дерево (шелковица), каштан, терновник, ивы, клён и многие другие.
Животный мир
В близлежащих лесополосах посёлка и побережью реки обитает много видов млекопитающих, пресмыкающихся, птиц и земноводных (зайцы, лисы, ёжики, куропатки, фазаны, цапли, совы, летучие мыши, ужи, множество видов диких уток, ондатры), при этом значительное количество животных занесено в Красную книгу России. Среди них есть такие редкие виды, как беркут степной орел, сокол сапсан, кречет.
Полезные ископаемые
В недрах вблизи посёлка Уташ имеются запасы нефти, природного газа, известняка, песчаника.

## История
До Кавказской войны в районе посёлка находился натухаевский аул Уташ. 16 сентября 1828 г., в ходе русско-турецкой войны, аул был уничтожен отрядом А. Д. Безкровного. Современный посёлок возник примерно в конце XIX — начале XX века, однако безымянные хутора существовали здесь начиная с 80-х годов XIX века.

## Население
| 2002 | 2010  |
| ---- | ----- |
| 1344 | ↗1919 |

## Инфраструктура
Инфраструктура посёлка состоит из СООШ № 24, детского садика № 26 «Василёк», двух клубов в разных частях посёлка, нескольких продуктовых магазинов.
В посёлке расположена 11 отдельная береговая ракетно-артиллерийская бригада (см. Новороссийская военно-морская база).
Посёлок имеет транспортное сообщение с г. Анапа (ходит рейсовый автобус № 133) и другими населёнными пунктами вследствие удобного расположения на федеральной трассе М25 Новороссийск-порт Кавказ.